# Marie Daussy
 (mars 2018).
Marie Barral-Baron née le 11 avril 1978, est une historienne moderniste française spécialiste d'Érasme, de l'humanisme évangélique et de l'histoire des Réformes. Elle est professeure d'histoire moderne à l'université Marie et Louis Pasteur, qui a succédé à l’université de Franche-Comté, et directrice du Centre Lucien Febvre.

## Biographie
Agrégée d’histoire (2002) et docteur en histoire moderne de l’université Paris-Sorbonne (2009), elle y a soutenu son Habilitation à Diriger des Recherches en 2021. Elle a consacré sa thèse de doctorat à Érasme confronté à l'histoire de son temps et son habilitation aux humanistes iréniques en Europe entre 1520 et 1560.
En 2015, elle a reçu le prix Monseigneur-Marcel de l'Académie française pour le livre issu de sa thèse de doctorat.
Elle est directrice du Centre Lucien Febvre depuis janvier 2024 .
Ses recherches actuelles portent sur l’histoire des idées et sur l’histoire politique et culturelle de la première moitié du XVIe siècle, en particulier sur l’influence politique des humanistes évangéliques au sein des cours princières en Europe.
Elle est mariée avec Hugues Daussy, historien spécialiste de l’histoire politique du protestantisme au XVIe siècle et professeur d'histoire moderne à l'université Marie et Louis Pasteur.

## Publications

### Ouvrages
- L'Enfer d'Erasme. L'humaniste chrétien face à l'histoire, Genève, Droz, Travaux d'humanisme et Renaissance, n° 523, 2014, 752 p. (Prix Monseigneur-Marcel de l'Académie française 2015)[6].
- Avec Judith Kecskemeti, Adrien Turnèbe et Guillaume Morel, médecins des textes, médecins des âmes, Turnhout, Brepols, collection Europa Humanistica, 2020.
- L'archipel d'une illusion. Le mirage de l'irénisme (ca. 1520 -ca. 1560), Genève, Droz, Travaux d'humanisme et Renaissance, à paraître.

### Direction d'ouvrages
- Les stratégies de l'échec. Enquête sur l'action politique à l'époque moderne, Etudes réunies par Marie Barral-Baron, Marie-Clarté Lagrée et Mathieu Lemoine, Paris, Presses Universitaires de la Sorbonne, 2015, 407 p[7].
- Lucien Febvre, de la Franche-Comté au Collège de France, Études réunies par Marie Barral-Baron et Philippe Joutard, Rennes, Presses Universitaires de Rennes, 2019.

### Articles
Une cinquantaine d'articles parus dans des revues et ouvrages scientifiques.